# Baza wojskowa Ajlabun
Baza wojskowa Ajlabun – baza wojskowa Sił Obronnych Izraela znajdującą się przy miejscowości Ajlabun na północy Izraela.

## Położenie
Baza wojskowa jest położona na wzgórzu Har Nimra (340 m n.p.m.), będącym wydłużeniem w kierunku wschodnim masywu górskiego Har Turan. Teren opada w kierunku północno-zachodnim do Doliny Bejt Netofa, na południe do Doliny Bikat Turan i na wschód do depresji Doliny Jordanu. Leży ona niecałe 1,5 km na południowy wschód od miejscowości Ajlabun w Dolnej Galilei.

## Historia
Zdjęcia satelitarne wykonane w 1970 roku dawały przypuszczenie, że Siły Obronne Izraela utworzyły w tym miejscu tajną bazę wojskową będącą magazynem jądrowej broni taktycznej. Biorąc jednak pod uwagę niewielki arsenał nuklearny Izraela w 1971 roku, jest mało prawdopodobne, aby w tak dużej bazie miała być przechowywana taka broń. Poza tym wydaje się, że baza ta nie posiada odpowiedniej infrastruktury oraz jest brak solidnej strefy bezpieczeństwa. Niektórzy wskazywali, że izraelska jądrowa broń taktyczna jest przechowywana w pobliskiej bazie wojskowej Naftali, brak jednak na to dowodów.

## Wykorzystanie
Baza wojskowa Ajlabun służy jako magazyn pocisków artyleryjskich, min i innej amunicji dla potrzeb jednostek działających w obszarze południowej części Wzgórz Golan. Położona tuż obok baza wojskowa Netafim jest siedzibą 5001 Jednostki Wsparcia Logistycznego, która zapewnia odpowiedni transport i wsparcie inżynieryjne.

## Transport
W bezpośrednim sąsiedztwie bazy przebiega droga ekspresowa nr 65.